# 1922年都灵屠杀

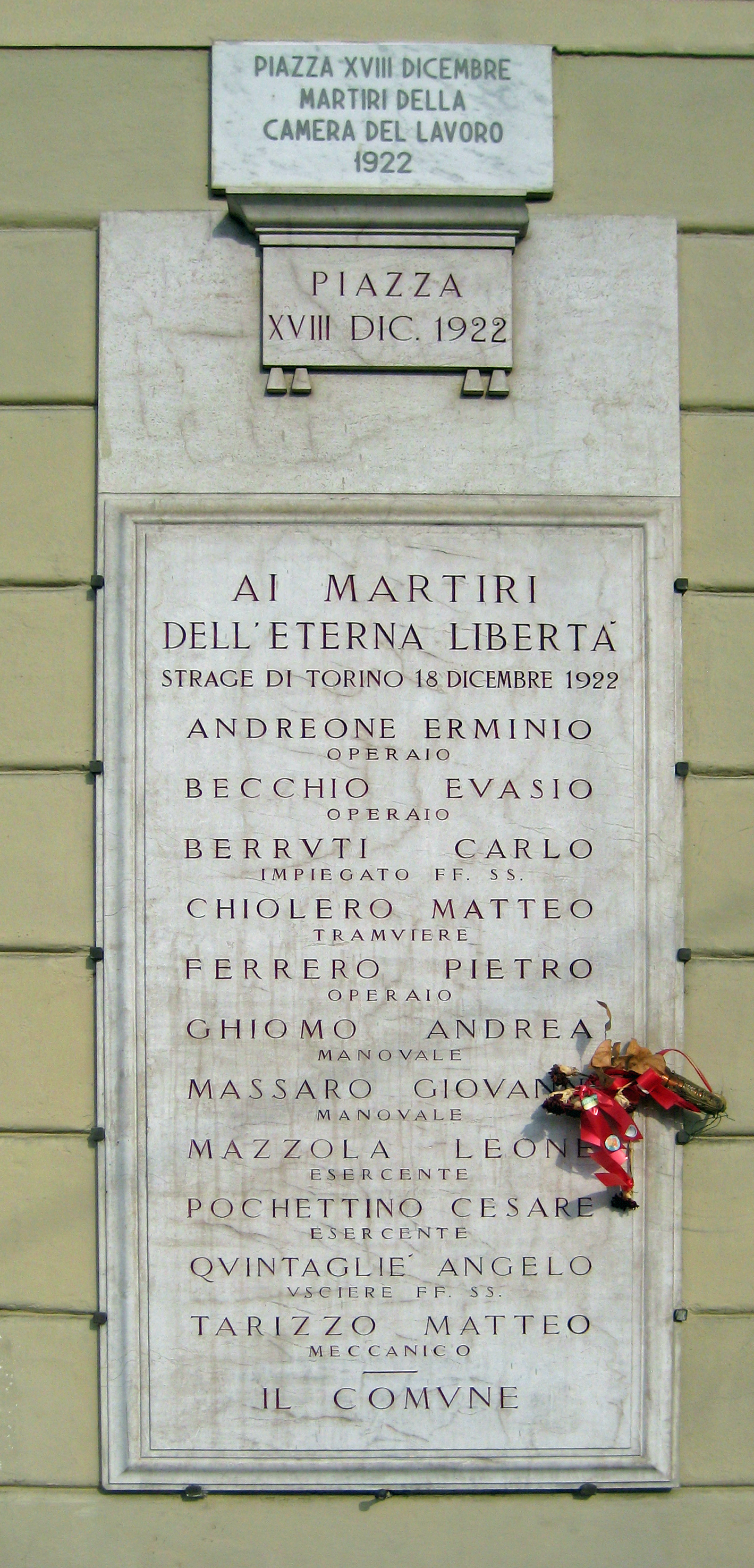
1922年都靈屠殺的11名罹難者名字

1922年都灵屠杀是1922年意大利法西斯主义者在都灵对当地的工人运动成员发动的袭击。在1922年12月18至20日的这三天里，至少有11名工人，可能最多有24名工人在法西斯主义分子策划的打击工人运动和工人阶级的行动中丧生。